# Josef Broukal

Josef Broukal (2002)

Josef Broukal (* 9. November 1946 in Wien) ist ein österreichischer Journalist und ehemaliger Politiker (SPÖ). Broukal war von 2002 bis 2008 Abgeordneter zum Nationalrat.

## Leben
Nach seiner Matura begann Josef Broukal zunächst Anglistik und Sozialgeschichte zu studieren, arbeitete allerdings ab 1970 als freiberuflicher Lektor des Molden Verlages und später als Beitragsgestalter und Texter der Austria Wochenschau sowie als leitender Sekretär für Öffentlichkeitsarbeit bei der SPÖ in Niederösterreich. 1975 wechselte er zum ORF-Landesstudio Niederösterreich, war später Redakteur und Moderator der Zeit im Bild 2, Chef vom Dienst der Innenpolitik und Chefredakteur des Aktuellen Dienstes Fernsehen.
Broukal war als Journalist vor allem durch seine Wahlberichterstattung und als Spezialist für Neue Medien bekannt. Seit Anfang der neunziger Jahre gehörte Broukal gemeinsam mit Robert Hochner und Horst Friedrich Mayer zu den bekanntesten Moderatoren des ORF Fernsehens. In den Jahren 1997, 1998 und 2002 wählten ihn die Leser und die Fachjury der Tageszeitung Kurier zum „beliebtesten Nachrichtenmoderator“ und zeichneten ihn mit dem österreichischen Fernsehpreis Romy aus.
Nach seiner Absetzung als Chefredakteur des ORF Landesstudios Wien baute sich Broukal ein zweites berufliches Standbein als Trainer für anwendungsorientierte Programmiersprachen auf: dBASE, Clipper, Visual Basic for Applications.
Er war Mitautor eines umfangreichen Programmgenerators für den Clipper-Compiler („FDI Toolbox für Clipper“, Vieweg 1991) und Autor eines umfassenden Skriptums über VBA für Excel mit zahlreichen Codebeispielen („EXCEL schneller, rascher, sicherer mit Visual Basic für Anwendungen“, veröffentlicht im Jahr 1996 auf der Website von Joanneum Research). Seit den Anfängen des Internet-Dienstes World Wide Web trug Broukal als Vortragender und Autor (auch im ORF-Fernsehen) zur Verbreitung dieses neuen Mediums in Österreich bei. Er moderierte lange Zeit das Wissenschaftsmagazin Modern Times im ORF. Broukal war darüber hinaus seit Mitte der 1990er Jahre als EDV-Journalist für die Tageszeitung Die Presse und das Österreichische Industriemagazin tätig, seit 2003 auch für die Kleine Zeitung und seit 2008 als Kolumnist für die Boulevard-Zeitung Österreich. Von April 2012 an moderierte Broukal mehrere Jahre lang Sendungen für das Wiener Stadtfernsehen W24.
Broukal hat fünf Kinder von drei Frauen. Seine Tochter Karin Broukal wurde 2022 zur Leiterin der Magistratsabteilung Stadt Wien - Kindergärten ernannt.

## Politische Karriere

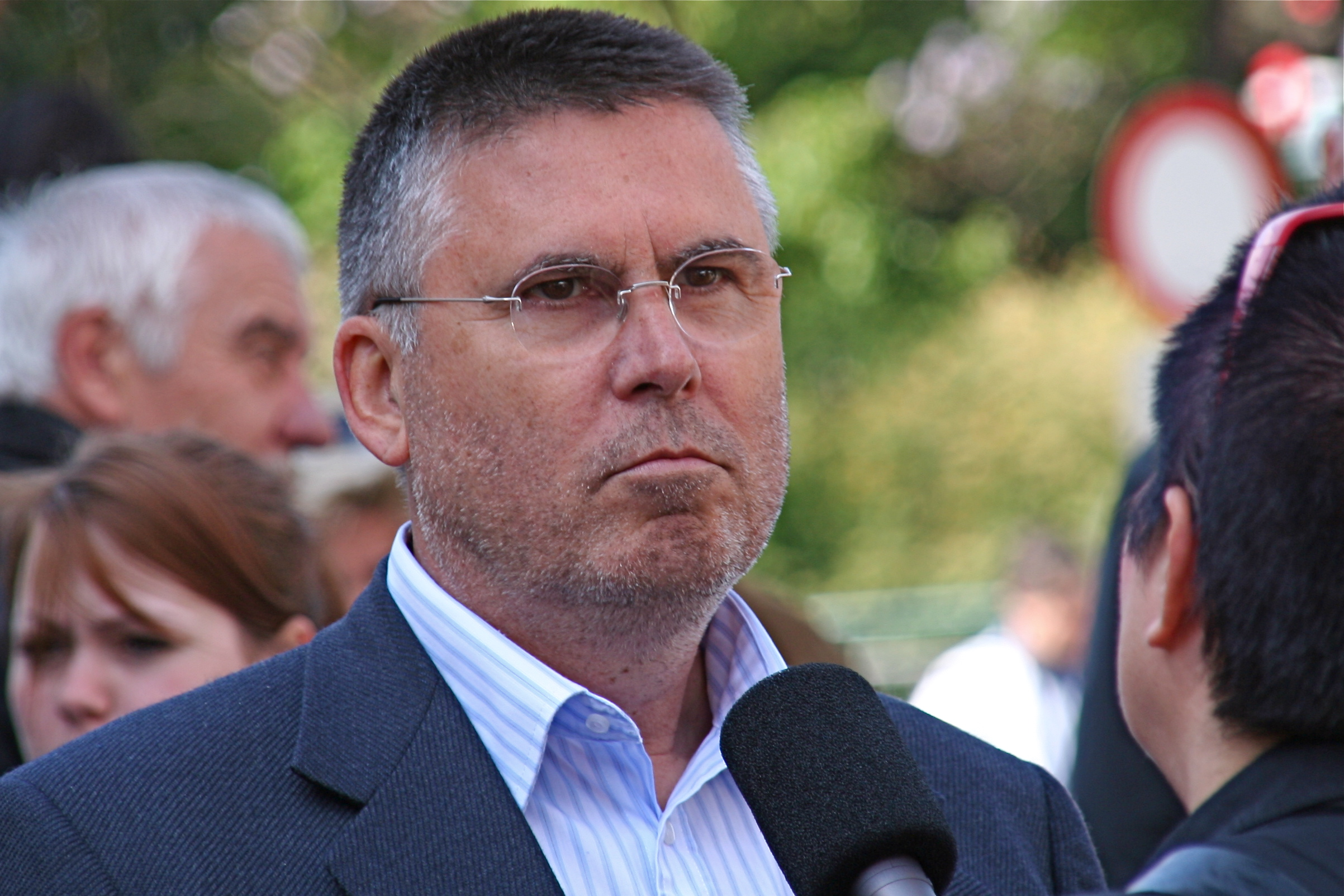
1. Maifeier 2007 in Wien

Bei der Nationalratswahl 2002 zog er für die SPÖ in den Nationalrat ein. Seine Ministerambitionen konnte er aber durch die gescheiterten Regierungsverhandlungen nicht verwirklichen. Broukal wird ein starker Rückhalt in den Landesorganisationen nachgesagt, während er durch seine Rivalität mit dem Vorsitzenden Alfred Gusenbauer lange Zeit keine wichtige Stelle in der Bundespartei bekleidete. Im April 2004 kam es zu einer für beide Seiten zufriedenstellenden Lösung des Konflikts: Broukal erhielt als stv. Klubobmann (Wahl im Juli 2004) eine stärkere Verankerung in der Parlamentsfraktion der Partei, zu einer verstärkten Mitarbeit in der Parteizentrale kam es nicht.
Am 4. Juni 2004 kam es durch seine Äußerung in Richtung der Regierungsparteien ÖVP und FPÖ »Es ist Ihnen unbenommen, den Nationalsozialisten nachzutrauern« zu einem Eklat. Die Sitzung wurde unterbrochen, ÖVP und FPÖ forderten seinen Rücktritt.
Am 7. Juli 2008 erklärte er das Ende seiner politischen Laufbahn und legte seine Funktionen als stellvertretender Klubobmann und SPÖ-Wissenschaftssprecher nieder, nachdem die SPÖ nach der Auflösung der Koalition zwischen SPÖ und ÖVP beschlossen hatte, auch weiterhin das Regierungsabkommen einzuhalten und nicht für die Abschaffung der Studiengebühren zu stimmen, was zuvor ein zentrales Wahlversprechen gewesen war.
Am 11. September 2008 trat Broukal erstmals wieder als Wissenschaftssprecher der SPÖ in den Medien auf. Im Zuge des Wahlkampfes zur vorgezogenen Nationalratswahl 2008 wurden die Studiengebühren mit den Stimmen der SPÖ, der FPÖ und der Grünen für fast alle Studierenden abgeschafft. Broukal schied schließlich am 27. Oktober 2008 aus dem Nationalrat aus.

## Nach der Politik
2009 gab Broukal zusammen mit Peter Filzmaier, Kathrin Stainer-Hämmerle, Erwin Niederwieser, Peter A. Ulram und Hans Winkler das Buch Politik auf Österreichisch: Zwischen Wunsch und Realität heraus.
2010 folgte das Buch Nachrichten vom Ableben der SPÖ sind stark übertrieben, mit Beiträgen von u. a. von Robert Misik, Barbara Blaha, Brigitte Ederer, Sonja Ablinger und Alfred Gusenbauer.
Im selben Jahr erschien Broukals Buch Bildung in der Krise: Warum wir uns Nichtstun nicht leisten können.
2015 schrieb Broukal eine von Manfried Rauchensteiner durchgesehene und approbierte komprimierte Version von Rauchensteiners Werk Der erste Weltkrieg und das Ende der Habsburgermonarchie.
Seit 2019 arbeitet Broukal als Lehrer an der AHS des Montessori-Campus Wien-Hütteldorf und an Neuen Mittelschulen in Wien.

## Auszeichnungen
- 1988: Staatspreis für publizistische Leistungen im Interesse der Geistigen Landesverteidigung
- 1997: Friedrich Torberg-Medaille der Israelitischen Kultusgemeinde Wien
- 1997, 1998, 2002: ROMY für den beliebtesten Fernseh-Moderator
- 2016: Verleihung des Berufstitels "Professor" durch Bundespräsident Heinz Fischer